# Stare Sioło (obwód miński)
Stare Sioło (biał. Старое Сяло, ros. Старое Село) – wieś na Białorusi, w obwodzie mińskim, w rejonie mińskim, w sielsowiecie Chaceżyn.

## Historia
W czasach Rzeczypospolitej ziemie te leżały w województwie mińskim. Odpadły od Polski w wyniku II rozbioru. W granicach Rosji wieś należała do ujezdu mińskiego w guberni mińskiej. Ponownie pod polską administracją w latach 1919–1920 w okręgu mińskim Zarządu Cywilnego Ziem Wschodnich.
W czasach rosyjskich i polskich siedziba gminy Stare Sioło.

## Wieś w kulturze
Miejscowość pojawia się na kartach powieści Sergiusza Piaseckiego Kochanek Wielkiej Niedźwiedzicy.